# Le Crotoy

Le Crotoy este o comună în departamentul Somme, Franța. În 1 ianuarie 2022 avea o populație de 1.965 de locuitori.